# Estadio Trud (Tomsk)
El Estadio Trud (en ruso: Стадион «Труд») es un estadio multiusos de la ciudad siberiana de Tomsk, Rusia. El estadio fue inaugurado en 1929, tiene capacidad para 15 000 espectadores y sirve, principalmente, para la práctica del fútbol. En el estadio disputa sus partidos como local el FC Tom Tomsk.

## Historia
El estadio Trud fue abierto al público el 1 de junio de 1929 en el centro histórico de Tomsk. Entre 2005 y 2010 podría albergar 15 000 espectadores, año en que comenzaron las obras de reconstrucción de la tribuna oriental, oficinas y un centro comercial, con un coste total de 270 millones de rublos. En el momento de la reconstrucción la capacidad se redujo a 3000 espectadores, ⁣, pero cuando finalicen las obras aumentará nuevamente hasta alcanzar las 16 000 localidades a comienzos de 2012.
El campo tiene unas dimensiones de 104 x 68 metros y el césped es natural con un sistema de calefacción subterráneo para proteger el terreno de juego de las severas heladas siberianas. El sistema de iluminación proporciona luz artificial hasta 1200 lux.
En julio de 2006, en el sector 4 de la Grada Este, se instaló el "Monumento a los fans" de Leonti A. Usov, una escultura de bronce en el estadio dedicado al cincuentenario del fútbol profesional en Tomsk. Mientras se lleva a cabo la remodelación del estadio, la escultura se ha retirado temporalmente.